# Reino da Albânia (1943-1944)
```
   |-
       |
Erro:
:  
valor não especificado para "
nome_comum
"

   |-
       | 
Erro:
:  
valor não especificado para "
continente
"
```

A Ocupação Alemã da Albânia ocorreu entre 1943 e 1944 durante a Segunda Guerra Mundial. Antes do armistício entre a Itália e as forças armadas aliadas em 8 de setembro de 1943, a Albânia estava em uma união pessoal de jure e estava de facto sob o controle do Reino da Itália. Após o armistício e a saída italiana do Eixo, as forças militares alemãs entraram na Albânia e esta ficou sob ocupação alemã, criando o estado cliente, o Reino Albanês (em albanês: Mbretëria Shqiptare; em alemão: Königreich Albanien).  
Os alemães favoreceram o nacionalista Balli Kombëtar em detrimento dos legalistas do rei Zog I e a ocupação foi marcada pela colaboração entre eles e os alemães.   A Albânia sob ocupação alemã manteve o controlo das áreas que tinha recebido durante o domínio italiano, incluindo a maior parte do Kosovo, bem como a Macedônia Ocidental, a cidade de Tutin na Sérvia e uma faixa do Montenegro Oriental. Era política do Balli Kombëtar ter todos os territórios povoados albaneses sob um único estado. 

## História

### Invasão alemã e construção de uma Albânia alemã
Antecipando-se a tal invasão, a Wehrmacht elaborou uma série de planos militares de ação contra as participações italianas nos Bálcãs, de codinome Konstantin. E para uma natureza mais directa, unidades da secção II da Inteligência Militar Alemã (Abwehr) foram enviadas para Mitrovica (atual Kosovo) em Abril de 1943, numa tentativa de ganhar alguma influência entre o crescente número de albaneses insatisfeitos com os italianos. Ainda mais diretamente, em Julho e Agosto de 1943, o exército alemão ocupou aeroportos e portos albaneses, aparentemente para proteger a Albânia italiana da possibilidade de uma invasão aliada. Em meados de Agosto havia cerca de seis mil soldados alemães na Albânia.  O primeiro movimento político feito pelo Itamaraty antes da invasão foi a nomeação de Hermann Neubacher, ex-prefeito de Viena, como representante especial de Ribbentrop para o sudeste da Europa. Neubacher, já activo nos Balcãs como representante de Hitler para as preocupações económicas, tornar-se-ia a figura-chave alemã nos Balcãs durante a segunda metade da guerra, embora não tenha sido oficialmente designado para a Albânia como parte da sua responsabilidade até 10 de Setembro. Além da nomeação de Neubacher, o major Franz von Scheiger foi enviado para Mitrovica. Scheiger, que já havia estado na Albânia como oficial do exército austro-húngaro, conhecia pessoalmente muitos políticos albaneses de influência entre guerras. 
Os alemães planeavam construir uma Albânia independente e neutra, controlada por um governo amigo dos alemães. Depois que o Acordo de Mukje foi quebrado pelos Partisans Albaneses, a guerra eclodiu entre os Partisans Albaneses (que eram apoiados pelos Partisans Iugoslavos, que por sua vez eram apoiados pelos Aliados) e os Balli Kombëtar. 

Após a capitulação das forças italianas em 8 de Setembro de 1943, as tropas alemãs ocuparam rapidamente a Albânia com duas divisões. Os alemães formaram um "governo neutro" em Tirana. 
A ocupação da Albânia era necessária. Viemos para a Albânia não como inimigos, mas como amigos, e não há razão para que tenham medo. Deixaremos a Albânia assim que considerarmos necessário. Deixaremos você livre em todos os seus assuntos internos e não interferiremos neles. Pedimos sua obediência e quem não obedecer será punido.

—Discurso de Maximilian von Weichs aos albaneses em 10 de setembro de 1943

### Um estado independente da Albânia

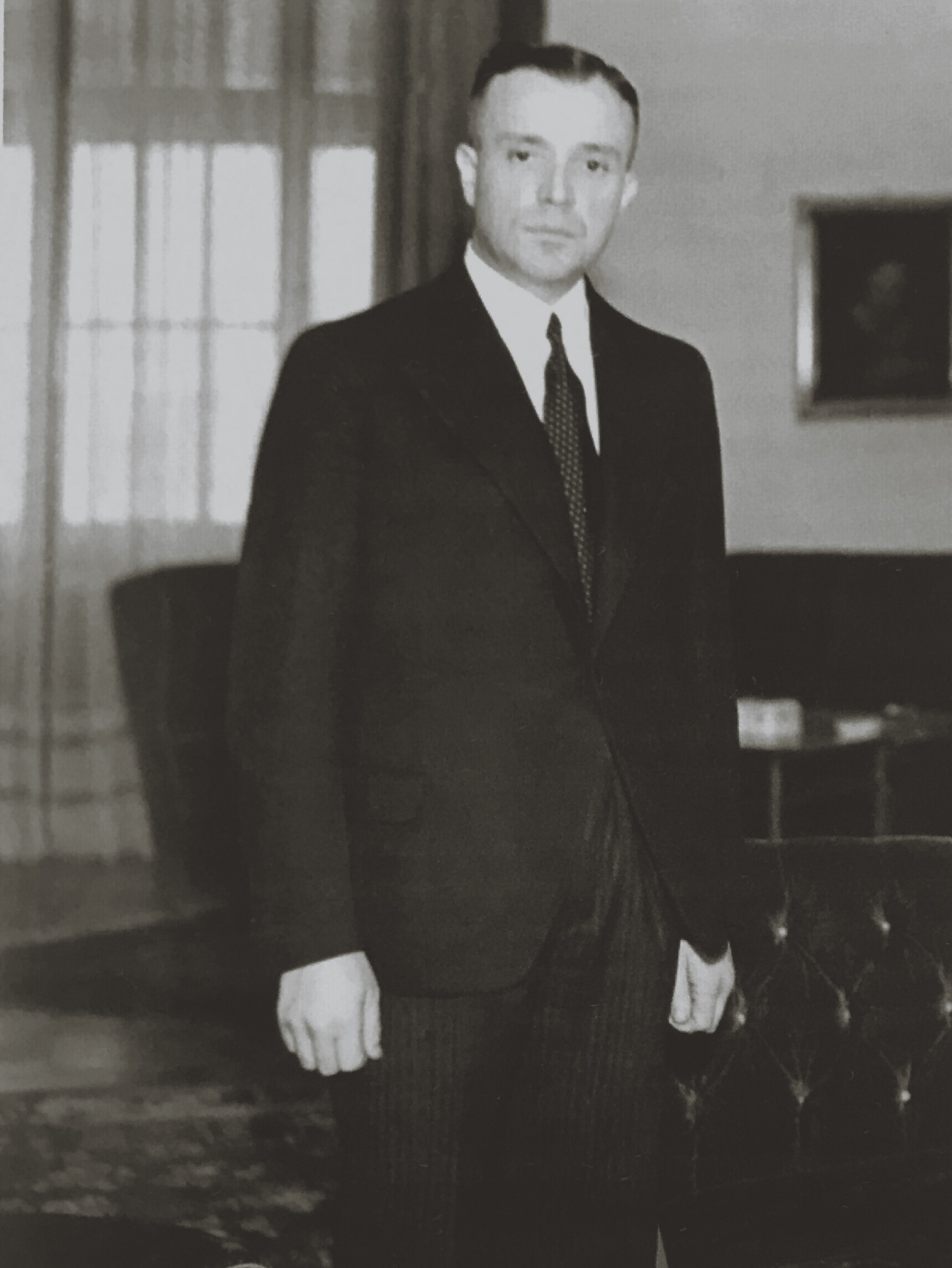
Ibrahim Biçakçiu foi Presidente do Comitê Executivo Provisório de 14 de setembro a 24 de outubro de 1943, e Primeiro-ministro da Albânia de 6 de setembro a 26 de outubro de 1944, durante a ocupação nazista.

Os alemães pretendiam estabelecer uma administração autónoma e esforçaram-se por persuadir os líderes albaneses a formar um governo para assumir eles próprios a administração do país. Muitos hesitaram, especialmente quando se espalharam rumores de que as forças britânicas se preparavam para invadir a Albânia. Os líderes albaneses do Kosovo, no entanto, percebendo que uma derrota alemã significaria um regresso ao domínio jugoslavo, estavam mais dispostos a cooperar. Em 14 de setembro de 1943, um governo albanês foi então estabelecido sob Ibrahim Biçaku de Elbasan, Cafo Beg Ulqini   Bedri Pejani e Xhafer Deva do Kosovo.  A assembleia nacional, composta por 243 membros, começou a funcionar em 16 de outubro de 1943, elegendo um Conselho de Alta Regência de quatro membros (Këshilli i Lartë i Regjencës) para governar o país. 
A Alemanha promete preservar as fronteiras da Albânia de 1941, garantias de "não interferência" com a nova administração albanesa e uma perspectiva geral pró-alemã da maioria dos albaneses (que data dos anos anteriores e durante a Primeira Guerra Mundial, onde as políticas externas austro-húngaras apoiavam um estado albanês independente),  garantiu que o novo governo inicialmente desfrutasse de um grande apoio do povo.  O novo governo, que prometeu permanecer neutro na guerra, conseguiu restaurar uma boa dose de estabilidade.  Os sistemas administrativo e judicial voltaram a funcionar e as escolas albanesas foram reabertas em todo o norte e centro da Albânia. Também foram tomadas medidas para implementar uma reforma agrária. 
Os alemães fizeram um esforço genuíno, muitas vezes em sua própria desvantagem, para deixar ao povo albanês a impressão de que possuíam pelo menos algum nível de autonomia. Não houve nenhum esforço para recrutar à força mão-de-obra da Albânia para o Reich, pois era incompatível com a noção de independência da Albânia. O regente Frashëri também chegou a um acordo com os alemães em fevereiro de 1944, que estipulava que os prisioneiros albaneses não seriam transportados para fora do país, mas os alemães nem sempre cumpriram isso, especialmente no final de 1944. Em linha com as políticas de Neubacher em relação à Albânia, as represálias contra a população civil pelos ataques ao exército alemão eram incomuns e certamente não tão brutais como em outros territórios ocupados. 
Frashëri negociou o máximo de independência que pôde extrair dos alemães e foi capaz de convencer Neubacher a reconhecer a neutralidade "relativa" e a soberania "relativa" da Albânia. A Albânia tinha um estatuto semelhante ao da Croácia e da Eslováquia, tendo relativa soberania sob a Alemanha Nazista.  No final de novembro de 1943, o governo albanês pediu aos alemães que os ajudassem a convencer o Reino da Bulgária a estender o reconhecimento ao novo estado; os alemães concordaram. Ao mesmo tempo, Frasheri iniciou negociações para o estabelecimento de relações diplomáticas com a Suíça e a Turquia. Isto causou algum alarme no Ministério dos Negócios Estrangeiros alemão, que argumentou que estes estados neutros não deveriam ser abordados, mas que os estados sob controlo alemão poderiam ser solicitados a alargar o reconhecimento.  Pouco depois, o regime Ustaše de Ante Pavelic na Croácia estendeu o seu reconhecimento aos albaneses. 

### Resistência partisan e guerra civil

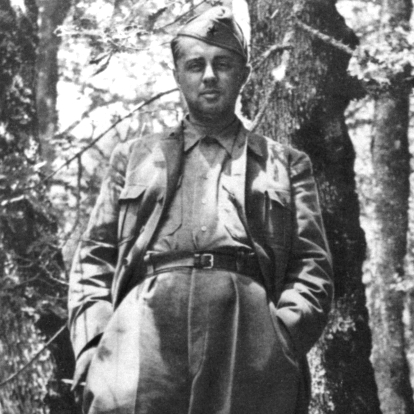
Enver Hoxha, líder dos partisans albaneses, em Odriçan, Gjirokastra, em 1944.

O novo governo e os alemães tiveram de enfrentar o Movimento de Libertação Nacional da Albânia (NML) cada vez mais dominado pelos comunistas, e foram posteriormente capazes de coagir grande parte da resistência nacionalista para o seu campo.  Os alemães lançaram uma série de ofensivas contra os guerrilheiros, que estavam concentrados principalmente no sul da Albânia e, em menor grau, na Albânia Central. A primeira ofensiva, operação "505", começou no início de novembro de 1943 para eliminar as unidades partidárias da região de Pezë e remover a ameaça à estrada Durrës-Tirana. Em oito dias, os alemães declararam a campanha um sucesso, tendo matado cerca de 100 "bandidos" e feito mais de 1.650 prisioneiros, todos os quais foram, por acordo anterior, entregues às autoridades civis albanesas.  O Balli Kombëtar também esteve envolvido na luta contra os Partisans durante a ofensiva de inverno e no final do inverno o NLM encontrou-se em dificuldades consideráveis. O NLM esteve perigosamente perto de ser destruído pelas forças alemãs e nacionalistas, com as unidades que conseguiram escapar do cerco sofrendo de falta de alimentos, roupas e munições (já que os aliados não conseguiram reabastecê-los pelo ar).  Os números alemães estimam o número de vítimas partidárias em 2.239 até o final de janeiro, 401 mortos em fevereiro e 236 em março. Nessa altura, todas as prefeituras do novo estado, excepto Gjirokstra, no sul, permaneciam nas mãos do governo albanês. O próprio Enver Hoxha reconheceu que “a situação é difícil”. 

### Fim da Segunda Guerra Mundial e início do comunismo
O sucesso da campanha de Inverno teve vida curta e os guerrilheiros revelaram-se muito mais resilientes do que os alemães, britânicos e muitos albaneses tinham previsto.  Com a Grande Aliança estabelecida, os alemães começaram a perder a guerra. Com a situação atual favorecendo os comunistas, os guerrilheiros iniciaram um ataque em grande escala aos alemães e a Balli Kombëtar. Os oficiais de ligação britânicos na Albânia notaram que os comunistas estavam a usar as armas que receberam muito mais para combater os seus colegas albaneses do que para assediar os alemães.  O Ocidente notou que os comunistas não poderiam ter vencido sem os fornecimentos e armamentos dos britânicos, da América e da Iugoslávia,  e que o LNC não tinha medo de assassinar os seus compatriotas. 

## Colaboracionismo

### Governo

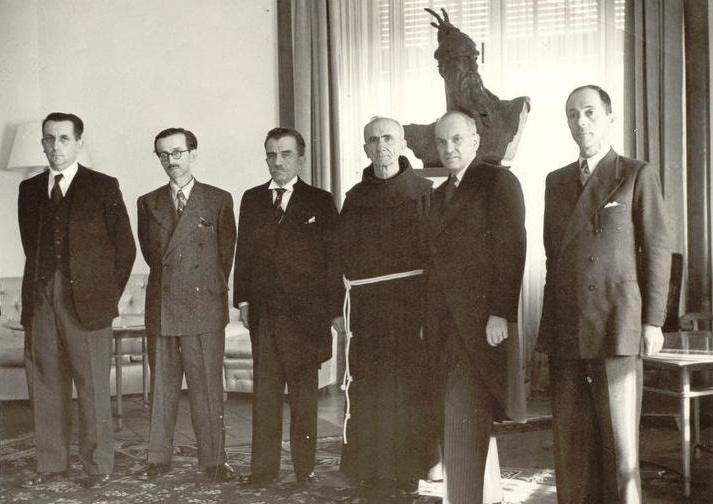
Membros do Conselho de Regência - Da esquerda para a direita: Fuat Dibra, Mihal Zallari, Mehdi Frashëri, Padre Anton Harapi, Rexhep Mitrovica e Vehbi Frashëri

Depois que a União com a Itália foi oficialmente dissolvida; muitas das leis aprovadas após a invasão italiana foram revogadas e a Albânia foi declarada livre, neutra e independente.  Ao mesmo tempo, a assembleia revogou o projecto de lei de Junho de 1940 que declarava a Albânia co-beligerante com a Itália. A assembleia anunciou que a Albânia seria governada por uma regência de quatro, um representante de cada uma das quatro principais comunidades religiosas da Albânia,  durante o resto da guerra. Os alemães criaram um governo semelhante ao que governou após a retirada do Príncipe Wied em Setembro de 1914, demonstrando um apreço não só pela história albanesa, mas também pela composição religiosa da Albânia. 
Lef Nosi foi escolhido como representante ortodoxo.  Representando os muçulmanos sunitas, os alemães conseguiram atrair Fuat Dibra,  um proprietário de terras da nova Albânia que, como Nosi, tinha um histórico longo e distinto. Ao contrário dos outros, Dibra serviu no gabinete colaboracionista de Mustafa Kruja, mas em novembro de 1942 foi eleito para o comitê central do Balli Kombëtar e, portanto, foi uma espécie de pegadinha para os alemães, foi substituído por Cafo Beg Ulqini.  Os católicos albaneses foram representados pelo prior dos franciscanos em Shkodër, padre Anton Harapi,  que manteve ligações tanto com os kosovares como com os guerrilheiros albaneses . Ao saber de sua nomeação, emissários partidários tentaram, sem sucesso, dissuadi-lo de aceitar. Hermann Neubacher parecia ter desenvolvido um relacionamento pessoal caloroso com Harapi, em parte porque Harapi recebeu parte de sua educação na escola do mosteiro de Meran e Hall, no Tirol. Mehdi Frashëri,  um muçulmano Bektashi, foi um dos albaneses vivos mais respeitados. Ele concordou em chefiar o Conselho de Regência.
A liderança do conselho foi originalmente concebida para ser rotativa, mas Lef Nosi recusou por motivos de saúde e Anton Harapi argumentou que, como monge católico, não poderia aceitar nenhuma posição em que fosse forçado a sancionar a pena de morte. 
Uma vez comprometida, a regência passou a formar um governo permanente, que iniciaria o processo de acabar com o caos e estabilizar a Albânia. Após negociações apressadas, em 5 de Novembro, foi introduzido um governo chefiado pelo Kosovar, Rexhep Mitrovica. O gabinete de Mitrovica, a maioria dos quais tinha credenciais como nacionalistas, bem como alguma conexão alemã ou austríaca, incluía Xhafer Deva, que estudou no Robert College de Istambul e em Viena, como ministro do Interior e Rrok Kolaj, um católico de Shkodër que havia estudado na Universidade de Graz, como ministro da Justiça.  Vehbi Frasheri, educado na Áustria, foi nomeado ministro das Relações Exteriores. O ortodoxo Elbasaner, Sokrat Dodbiba, sobrinho de Lef Nosi, tornou-se ministro das finanças. 

### Militares

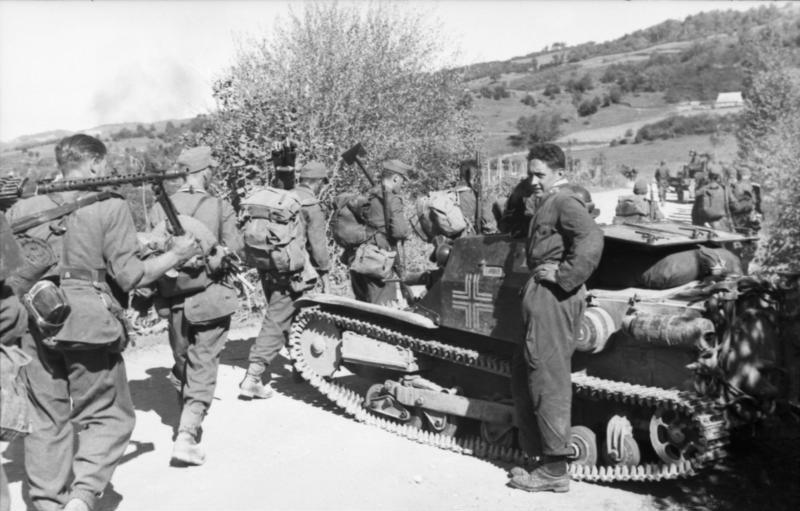
Soldados alemães ao lado de um tanque italiano na Albânia em setembro de 1943

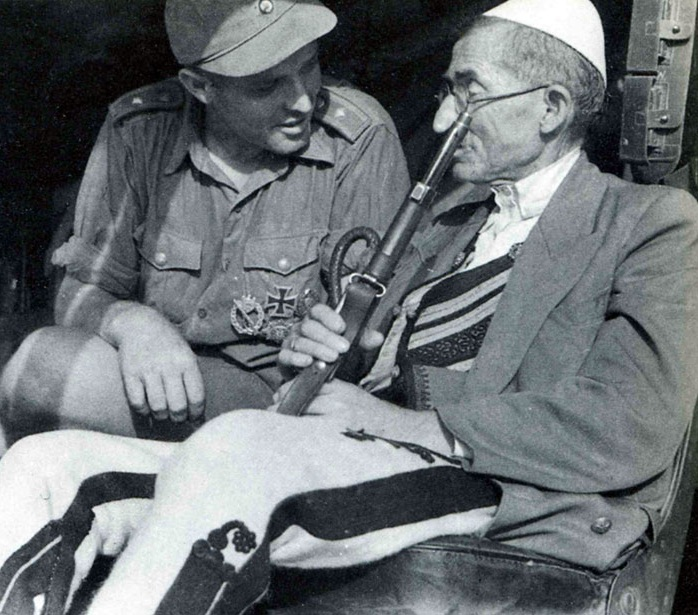
Soldado alemão da Wehrmacht conversando com um albanês segurando um rifle

Em linha com a política alemã de “não-interferência” e com o desejo de salvar as suas próprias tropas para serem enviadas para outro lugar  um exército albanês comandado pelo general Prenk Pervizi foi formado logo após a criação do novo governo.   Os alemães reforçaram a força de várias unidades do exército regular albanês e também aumentaram a eficácia da gendarmaria.  Muitas unidades que colaboraram com os italianos foram preservadas e posteriormente utilizadas pelos alemães em operações antipartidárias, sendo também utilizada a fortemente anticomunista Balli Kombetar (Frente Nacional).  Logo depois, os balistas e as forças alemãs pressionaram fortemente os comunistas.  Os balistas destruíram um grupo partidário comunista bastante grande a sudoeste de Tirana.  A força partidária de cerca de 2.000 homens foi aniquilada. Com a derrota de outras grandes forças partidárias, os comunistas albaneses recuaram taticamente, estabelecendo uma guerra de guerrilha para combater o Balli Kombetar. Os balistas, juntamente com os alemães, ocuparam a região de Chameria. As forças Balli Kombetar foram posteriormente declaradas como estando "cooperando com os alemães, que os exploram com armas em grandes quantidades", de acordo com um relatório do Special Operations Executive Britânico de dezembro de 1943. 
No Kosovo e na Macedônia Ocidental, quando fazia parte do estado independente da Albânia, as forças alemãs e balistas tiveram escaramuças ocasionais com guerrilheiros iugoslavos. Quando Maqellarë, a meio caminho entre Debar e Peshkopi, foi recapturada pela Quinta Brigada Partidária, os alemães com a ajuda das forças balistas de Xhem Hasa lançaram um ataque a partir de Debar, derrotando os guerrilheiros.  Fiqri Dine, Xhem Hasa e Hysni Dema, bem como três majores alemães, dirigiram campanhas militares contra os guerrilheiros albaneses e iugoslavos.  No início de Novembro, as forças recém-criadas estavam empenhadas em combater unidades partisans macedônias e albanesas na cidade de Kicevo. Após 7 dias de combates ferozes, os guerrilheiros foram derrotados e forçados a recuar da cidade.  Uma milícia voluntária conhecida como Vulnetari também foi usada como guarda de fronteira do reorganizado estado albanês. Lutando nas suas próprias áreas locais (no Kosovo e na Macedónia), lutaram tanto contra os guerrilheiros como contra os chetniks, "contra os quais se mostraram combatentes qualificados e determinados".  Esta unidade realizou frequentemente ataques transfronteiriços na Sérvia de Nedić contra alvos civis e militares.  A 21.ª Divisão de Montanha Waffen SS Skanderbeg (1.ª Albanesa), criada em abril de 1944,  era mais conhecida por assassinatos, estupros e saques em áreas predominantemente sérvias do que por participar de operações de combate em nome do esforço de guerra alemão. 
Os guerrilheiros albaneses e jugoslavos eram a principal ameaça à Albânia, mas não a única força. Nas regiões de Sandzak que faziam parte do estado independente da Albânia, as forças Chetnik perseguiram a população local. As forças de Džemail Koničanin e Balistas sob o comando de Shaban Polluzha repeliram com sucesso as forças Chetnik de Novi Pazar e esmagaram sua fortaleza em Banja. 

### Polícia

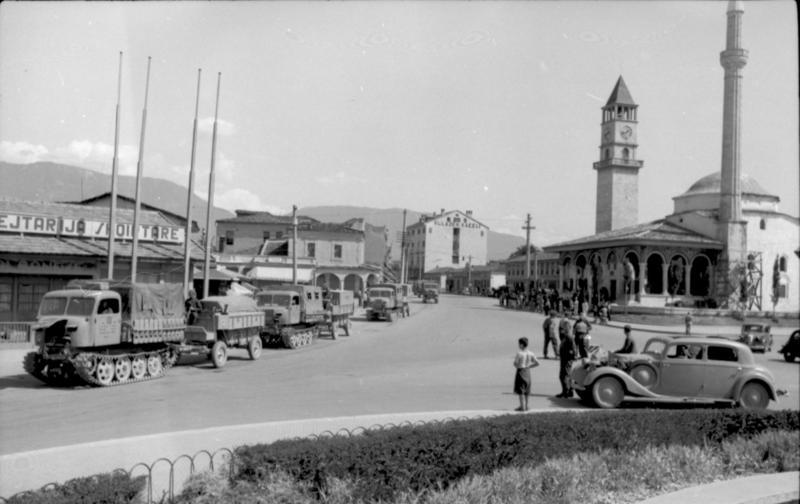
Coluna alemã em Tirana

Xhafer Deva era o Ministro do Interior e, portanto, o chefe da polícia e da gendarmaria do país.  Albanês Kosovar nativo e considerado o mais "eficaz e confiável" pelos alemães, as forças de Deva estavam envolvidas no ataque aos inimigos internos do estado.  Em 4 de Fevereiro de 1944, unidades policiais sob a sua autoridade foram implicadas no massacre de 86 residentes de Tirana suspeitos de serem antifascistas  e noutros excessos cometidos pela Gestapo em colaboração com a gendarmaria albanesa.  Um grande número de sérvios foram mortos em Kosovo ou deportados para campos na Albânia a partir de 1942.  Os combatentes albaneses locais (balistas) viram uma oportunidade para se vingarem dos seus vizinhos sérvios pelo sofrimento que suportaram nas duas décadas anteriores (massacres de albaneses nas guerras dos Balcãs, colonização do Kosovo).  Os balistas atacaram os colonos sérvios, queimando talvez até 30 mil casas pertencentes a colonos sérvios e montenegrinos.  Os ciganos também foram alvo da gendarmaria e da força policial.
Para manter a ocupação militar no novo estado alemão da Albânia, a Wehrmacht e a Waffen-SS procuraram utilizar mão de obra local para manter a lei e a ordem e combater as atividades partisans iugoslavas e da resistência comunista albanesa na região. Por seu lado, os líderes albaneses esperavam formar um “exército capaz de salvaguardar as fronteiras do Kosovo e libertar as regiões vizinhas”.  Liderados por oficiais alemães, em maio de 1944, algumas tropas da divisão foram estacionadas na área de Gjakova para proteger as minas.

## Demografia
Usando estimativas italianas de julho de 1941, a população do Reino da Albânia foi estimada em 1.850.000. A população total da "velha Albânia" (abrangendo as fronteiras anteriores a 1941) era de 1.100.000, enquanto a "nova Albânia" (composta por Kosovo, Debar e partes de Montenegro) era de 750.000.  O Reino consistia em aproximadamente 1.190.000 (64,3%) muçulmanos (sunitas e bektashi) e 660.000 (35,6%) cristãos (católicos e ortodoxos).  O novo estado consistia em dois grupos minoritários principais, os sérvios do Kosovo e os recentes colonos italianos espalhados pela Albânia. 

## Economia

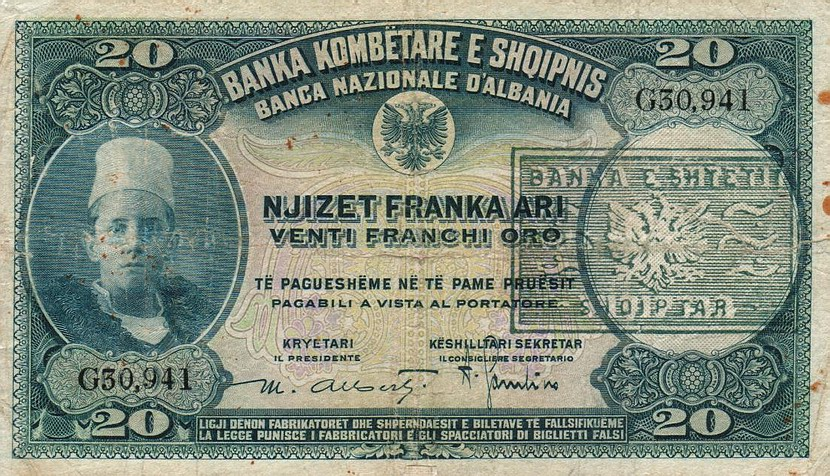
Nota albanesa de 20 frangas

Quando os alemães entraram em Tirana, esperavam encontrar dinheiro suficiente no banco nacional para pagar as suas tropas. Isso deveria ser considerado um empréstimo. Na verdade, eles encontraram apenas 30 milhões de francos. Enquanto isso, as despesas gerais do exército alemão na Albânia foram de cerca de 40 milhões de francos por mês.  Com alguma urgência, recorreram às autoridades alemãs em Roma, onde um ataque de comandos SS havia recentemente capturado 120 milhões de francos em notas, as placas, 23 sacos de moedas de ouro e 29 caixas de barras de ouro da agência principal do Banco Nacional da Albânia.  O ouro foi enviado para Berlim, e as notas foram enviadas para Tirana. As somas substanciais foram imediatamente transferidas para o Banco Nacional da Albânia, em Tirana. 
O dinheiro foi usado para pagar as tropas alemãs na Albânia e em Montenegro. Também foi usado para financiar projetos de construção alemães, como edifícios, estradas, reparos de estradas, aeroportos e instalações costeiras de armas. 

### Influências da Alemanha Nazista
No Reino da Albânia, que a Alemanha nazi tratou formalmente como um Estado soberano, grande parte da actividade industrial e económica foi monopolizada ou recebeu alta prioridade de exploração pela Alemanha. Quase todas as empresas exportadoras que operavam eram geridas pelos alemães e, principalmente, pelos militares alemães.  As minas de minério de cromo, magnesita e linhita e os campos petrolíferos presentes em toda a Albânia estavam sob controle direto alemão. 
As reservas de minério mais importantes para a Wehrmacht na Albânia eram o minério de cromo. O cromo foi encontrado na Antiga Albânia e no Kosovo. No primeiro, havia jazidas de minério de cromo em Kukës, Klos e Pogradec. Quando os alemães entraram na região do Kosovo, existiam minas de cromo em funcionamento em Gjakova e Letaj. De outubro de 1943 até o final de agosto de 1944, foram extraídas dessas minas um total de 42.902 toneladas de cromo, das quais 28.832 toneladas foram exportadas para a Alemanha. As minas de magnesita em Golesh também foram importantes. De meados de setembro de 1943 até o final de agosto de 1944, uma quantidade equivalente a 2.647 toneladas de magnesita processada e não processada foi exportada para a Alemanha.  Além da Roménia, a Albânia era o único país do sudeste da Europa que tinha reservas petrolíferas substanciais.  Em Devoll, cerca de um milhão de toneladas de petróleo bruto foram processadas depois que os campos petrolíferos começaram a funcionar em maio de 1944. 

### Moeda
A moeda que foi utilizada durante a ocupação alemã foi a Franga. 